# Mazda Carol
Pour les articles homonymes, voir Carol.
La Mazda Carol est une k-car vendue au Japon par Mazda. La première génération date des années 1960. Depuis 1998 et la quatrième génération, Mazda rebadge la Suzuki Alto. Ainsi la septième génération de Carol est une Suzuki Alto de huitième génération rebadgée.